# Carl Georg Gædeken
Carl Georg Gædeken (født 10. oktober 1832 i København, død 8. november 1900 sammesteds) var en dansk læge og professor.
Carl Georg Gædeken var en søn af glarmester Joachim Frederik Andreas Gædeken og Vilhelmine Andrea, født Kretzschmer. Han dimitteredes privat til Universitetet 1850, var i 1853 koleralæge i København og tog lægeeksamen 1856. Efter at have fungeret som kandidat ved Almindeligt Hospital var han 1857-67 reservelæge ved sindssygeanstalten ved Århus. 1863 tog han doktorgraden med afhandlingen Blodøresvultsten (hæmatoma auris), nærmest behandlet med hensyn til sin Ætiologi og casuale Sammenhæng med Sindssyges
constitutionelle Tilstand.
1866-67 studerede han i udlandet kemi og retsmedicin, 1867-68 var han reservelæge ved Kommunehospitalet. Efter en konkurrence (med Oscar Storch og Christian Tryde) blev han 1868 docent ved Universitetet i retsmedicin og hygiejne, 1868-71 var han tillige prosektor ved Kommunehospitalet, 1869 blev han lektor ved Universitetet, 1874 professor ordinarius, 1880 medlem af Sundhedskollegiet. 1875-87 var han overlæge ved den nyoprettede 6. afdeling ved Kommunehospitalet. 1875-88 var han medudgiver af Emil Hornemanns Hygiejniske Meddelelser og Betragtninger og derefter af dette tidsskrifts fortsættelse, Tidsskrift for Sundhedspleje. 1879 var han medstifter af "Selskabet for Sundhedsplejens Fremme" og blev 1888 Hornemanns efterfølger som selskabets formand. Han var ligeledes medstifter af "Samfundet til Ædrueligheds Fremme" og af "Foreningen for Ligbrænding" 1871-79 var han medlem af direktionen for det Classenske Litteraturselskab. Han var medlem af kommissionen til omordning af retslægevæsenet i anledning af den påtænkte indførelse af nævningeret og af kommissionen for anlæg af en sindssygeanstalt ved Middelfart. 1874-1880 var han medlem af Københavns Borgerrepræsentation. 1879 blev han Ridder af Dannebrog og 1888 Dannebrogsmand. Fra 1880 havde han bolig i Lyngby.
1862 ægtede han Ovidia Henriette Jensine Drejer, datter af botanikeren Salomon Drejer, og efter hendes død (1873) Clara Marie Weis, datter af stiftsfysikus Hans Christian Weis i Aarhus. Gædeken døde 8. november 1900.
Han er begravet på Solbjerg Parkkirkegård.